# Delta V (gruppo musicale)
I Delta V sono un gruppo musicale italiano, nato nel 1995 da Carlo Bertotti e Flavio Ferri, autore di un genere identificabile come electro/synth pop dai tratti eleganti e raffinati ma anche intimisti e onirici.
Il loro album di esordio Spazio è uscito nel 1998. Il gruppo ha alternato nel suo progetto musicale quattro voci femminili diverse e si è spesso avvalso di videoclip particolarmente originali e cinematografici. Nelle varie fatiche discografiche dei Delta V spiccano anche numerose personali reinterpretazioni di brani di successo, come Se telefonando, Un'estate fa e Ritornerai.

## Storia

### Origini
Carlo Bertotti e Flavio Ferri si conoscono al liceo linguistico, negli anni ottanta. Fanno entrambi parte dei Vienna, gruppo che nel 1990 pubblica l'album Giù, senza fare rumore e l'anno successivo si scioglie. I due amici continuano però a lavorare insieme e nel 1992 pubblicano Fiori blu, con Carlo che si occupa della produzione e Flavio di testi e voce. Dopo questa breve esperienza, decidono di dedicarsi quasi esclusivamente alla creazione di jingle pubblicitari, fino a quando nel 1995 arriva un contratto editoriale con la MCA Music Italy e nasce la società di produzione Straker & Foster (il cui nome è ispirato alla serie televisiva UFO).

### Esordio e ascesa con Francesca Touré
Nel 1996 incomincia la collaborazione con il produttore Roberto Vernetti, mentre l'anno successivo viene firmato il contratto con la casa discografica BMG Ricordi. Il nome scelto per il gruppo è Delta V (da Il delta di Venere). La prima cantante dei Delta V è Alice Ricciardi, che lascia il gruppo prima della registrazione del primo album. Ritornerà come ospite alle backing vocals su lavori successivi della band. Al suo posto viene reclutata Francesca Touré. All'inizio del 1998 i primi due singoli Al.C e Il mondo visto dallo spazio incominciano a far conoscere il nome del gruppo in radio e televisione, preparando l'uscita, ad aprile, dell'album di esordio, Spazio. Ma è con il singolo successivo, Se telefonando (cover di Mina) che i Delta V entrano in "heavy rotation" e diventano la colonna sonora "alternative" dell'estate. In autunno esce nelle radio l'ultimo singolo estratto dall'album, Facile (di cui però non viene realizzato un videoclip), che accompagna il primo tour nazionale del gruppo. L'album intanto vince il Premio Ciampi 1998 come "miglior debutto discografico".
Fin dal primo album i Delta V si fanno notare per l'originalità dei loro video, veri e propri cortometraggi in controtendenza rispetto ai canoni classici del videoclip. La regia dei loro lavori sarà via via affidata ai vari Lorenzo Vignolo, Ago Panini, Luca Merli, Fabrizio Trigari e Cosimo Alemà, mentre i soggetti e la sceneggiatura saranno scritti da Carlo stesso.

### Secondo disco con Lu Heredia
Terminato il tour, Carlo e Flavio incominciano a pensare al secondo disco e decidono di intraprendere nuove strade sonore, lasciando il trip hop dell'esordio per un pop più elettronico. Nella visione della band Francesca Touré non è più la voce ideale per il gruppo, e viene sostituita da Luana "Lu" Heredia, figlia del sassofonista jazz Hugo Heredia. L'album Psychobeat esce alla fine di agosto del 1999, anticipato dal singolo Sul filo. I successivi singoli estratti sono Il primo giorno del mondo (nel cui videoclip appaiono anche Angela Baraldi, Garbo e Mao, presenti nel disco) e la versione remix di Marta ha fatto un sogno. Il CD non riscuote il successo del precedente e, a oggi, è l'unico dei Delta V a non essere più ristampato.
Nella primavera del 2000 il gruppo intraprende con Ornella Vanoni il Per la bellezza Tour in tutta Italia. Testimonianza di questa esperienza è la canzone L'infinito, cantata dalla stessa Vanoni, resa disponibile in download gratuito su internet.

### Ingresso di Gi Kalweit e ulteriore successo
Nell'autunno del 2000 Carlo e Flavio danno inizio ai lavori per il nuovo album, e scelgono una nuova cantante: la statunitense Gi Kalweit. Nel maggio del 2001, il singolo Un'estate fa registra più di venti settimane di permanenza nelle classifiche di vendita e di airplay, ed è accompagnato dal videoclip - in alta rotazione - e da numerose apparizioni televisive, per esempio al Festivalbar. Un ottimo antipasto per il terzo disco, che viene pubblicato in ottobre, Monaco '74. Segue il tour in tutta Italia.
Alla fine del tour, Georgeanne Kalweit viene riconfermata come cantante. Nel lavorare al quarto disco, si scambiano i ruoli: Carlo scrive e in alcuni casi interpreta i testi, mentre Flavio si dedica alla produzione e agli arrangiamenti. Il 13 febbraio 2004 esce il singolo Prendila così (cover di Lucio Battisti), che anticipa l'uscita di Le cose cambiano, pubblicato il 26 febbraio seguente. Il videoclip della canzone scatena le ire della vedova di Battisti, Grazia Letizia Veronese, e viene ritirato. Nella primavera ha inizio il tour, ed esce il secondo singolo Via da qui. Durante le registrazioni del video relativo si sono girate anche delle scene per il terzo singolo ma che invece saranno poi usate per il nuovo singolo del successivo album. Nel settembre del 2004 scade il contratto dei Delta V con la casa discografica BMG Ricordi. È previsto un terzo singolo, La costruzione di un errore, in una versione non presente sull'album cantata da Paola Turci ma la EMI, nuova etichetta dei Delta V, sconsiglia l'operazione. Questa scelta porta alla conclusione della promozione dell'album che, di conseguenza, crea problemi economici non solo al gruppo ma anche a chi lavora con loro. Ciò porterà Gi a prendere la decisione di lasciare la band per altre opportunità artistiche e i rapporti con Carlo e Flavio si interrompono definitivamente.

### Reunion con Francesca Touré e standby
Nel giugno 2005 la BMG Ricordi pubblica Delta V Collection, una raccolta antologica della band con allegato un DVD contenente tutti i videoclip del gruppo. Né Carlo né Flavio vengono coinvolti nella preparazione della raccolta e le tracce che ne risultano lasciano molto a desiderare. Alcuni mesi dopo viene firmato un contratto per due album con la Virgin e nell'autunno incomincia la fase vera e propria di lavorazione del nuovo album, che vede il ritorno di Francesca Touré come cantante, e l'ingresso di Fefo Forconi in pianta stabile nell'equipaggio dei Delta V accanto a Carlo e Flavio.
Nel febbraio 2006 esce il singolo Adesso e mai, e a fine marzo esce il quinto album dei Delta V, Pioggia.Rosso.Acciaio, che riceve critiche molto positive. La produzione è di Carlo Rossi. Il singolo estivo è anche questa volta una cover, Ritornerai. Nell'inverno del 2006 subentra una fase di ripensamenti e di un certo disagio: gli scenari iniziali sono mutati (EMI sta vivendo una pesante crisi) e c'è voglia di provare nuove esperienze. Il tour e la realizzazione di un nuovo singolo vengono sospesi. Qualche mese dopo i Delta V e la EMI/Virgin decidono di concludere la collaborazione.
Dopo più di 150 000 copie di album venduti, 400 concerti, 8 brani presenti nella Top 20 del Music Control, il progetto entra in una pausa di riflessione e i suoi componenti si indirizzano verso progetti diversi. Mentre Flavio realizza nel 2008 un album solista, Apparentemente esisto, Carlo cambia decisamente rotta, dedicandosi alla scrittura di programmi televisivi e ad altri interessi in ambito editoriale.
Il 14 dicembre 2014 Carlo aveva annunciato sul suo profilo Facebook che il gruppo sarebbe ritornato in studio (con una nuova voce) per lavorare a un progetto. Fra l'autunno del 2015 e l'estate del 2016 sono stati scritti i brani destinati a comporre la tracklist dell'album.

### Ritorno sulle scene con Marti
Nell'agosto 2017 i Delta V presentano, sulla loro pagina ufficiale Facebook, la nuova cantante Marti (Martina Albertini). Il nuovo album, Heimat, viene preceduto dall'uscita di tre singoli.
Il 28 marzo 2018, come anticipazione del nuovo album, i Delta V pubblicano sui loro canali social il video ufficiale dell’inedito L'inverno e le nuvole, primo capitolo del nuovo progetto discografico.
In occasione del 25 aprile i Delta V con la loro casa di produzione, Mitropa Film, firmano il documentario sulla Guerra Civile e la Resistenza intitolato Gli Ultimi, girato da Lorenzo D'Orazio e di cui firmeranno la colonna sonora, incluso il brano 1944.
Il 13 luglio 2018 viene diffuso sulle principali piattaforme musicali online Il cielo che cambia colore a cui segue il 24 agosto il primo singolo ufficiale Domeniche di agosto, sotto licenza Sony Music Entertainment che anticipa l'imminente uscita del loro nuovo lavoro.
Il 26 dicembre esce una nuova versione (accompagnata da un nuovo videoclip) di San Babila Ore 20, brano presente nella tracklist di Pioggia Rosso Acciaio. La nuova versione del brano è cantata da Marti (nell'originale la voce era di un computer), vengono modificate anche la stesura, le parti armoniche e alcuni passaggi del testo. Il pezzo presenta alcune caratteristiche del nuovo sound del gruppo, particolari e suoni che poi si ritroveranno nelle tracce di Heimat.
L'11 gennaio 2019 viene pubblicato 30 anni, canzone che anticipa l'uscita del nuovo album Heimat del successivo 25 gennaio, data di pubblicazione del video musicale del nuovo singolo e della presentazione live dell'album nella sede della Sony, etichetta discografica del gruppo.
La copertina di Heimat ritrae Marti davanti a una casa di legno in una foresta. L'album ha una tracklist di 11 pezzi (12 se si considera la traccia fantasma che si intitola proprio Fantasma). Le voci presenti nel disco, oltre a quella di Marti, sono di Carlo e di suo figlio Pietro.
Heimat riceve una lunga serie di recensioni positive che ne fanno a tutti gli effetti l'album più apprezzato dalla critica del gruppo milanese. Nelle tracce del disco e nelle dichiarazioni ufficiali della band appare evidente la volontà di battezzare questa nuova stagione con un impianto differente rispetto ai primi album: l'esigenza diventa l'uso della parola, i panorami contemporanei, il potente realismo dei testi e la voce unica di Marti. Il tutto in maniera inversamente proporzionale a quella musicalità più radiofonica che aveva caratterizzato la prima stagione del gruppo.
Tutte le canzoni sono state scritte da Carlo. È presente, come in tutti gli altri album dei Delta V, una cover. In questo caso si tratta di Io sto bene dei CCCP - Fedeli alla linea. Il produttore del disco, Paolo Gozzetti, ha lavorato tra gli altri con Elisa, Pacifico e The Human League. AI primi di marzo Heimat viene presentato live in due concerti ai Magazzini Generali di MIlano e all'Hiroshima di Torino. Dal vivo il gruppo milanese si presenta sul palco con Paolo Gozzetti ai synth e programmazione, Andrea Zuccotti alla chitarra ed Enrico Ferraresi alla batteria.
I video dei Delta V, tratto inconfondibile del gruppo, sono firmati da Carlo, Flavio e dal regista Lorenzo D’Orazio. Nel 2020 arrivano altri due brani, le reinterpretazioni di Linea Gotica dei CSI e Replay di Samuele Bersani, in attesa di un nuovo lavoro per il quale la band annuncia di essere in fase di scrittura.
Ad aprile la band annuncia il nuovo singolo Nazisti dell'Illinois e torna ad esibirsi dal vivo. Ad accompagnare il trio composto da Carlo Bertotti (synth, basso), Flavio Ferri (chitarra, synth) e Marti (voce) ci sono questa volta Nicola Manzan (chitarra e violino, già Bologna Violenta, Baustelle, Teatro degli Orrori) e Simone Filippi (batteria, già Üstmamò, CCCP - Fedeli alla linea, Gianni Maroccolo) 

## Formazione

### Lineup attuale
- Carlo Bertotti – basso, tastiera, synth (1996-)
- Flavio Ferri – samples, chitarra, programmazione (1996-)
- Marti (Martina Albertini) – voce (2017-)

### Musicisti aggiuntivi dal vivo
- Nicola Manzan – archi, chitarra
- Simone Filippi – batteria

### Ex componenti
- Alice Ricciardi (1997) – voce
- Francesca Touré (1997-1999, 2005-2007) – voce
- Lu Heredia (1999-2001) – voce
- Gi Kalweit (2001-2004) – voce
- Fefo Forconi (2005-2007) – chitarra
- Bruno Bergonzi (1999-2005) – batteria

### Ex collaboratori e turnisti
- Mao Granata – batteria
- Marco Trentacoste – chitarra e tastiere
- Enrico Salvi – chitarra
- Gigi "Osso" – chitarra
- Daniele Marsano – tastiere
- Ruggero Catania – chitarra
- Lorenzo Corti – chitarra
- Luca Scarpa – piano e tastiere
- Stefano Riccio – chitarra
- Stefano Elli – chitarra
- Barbara Mavilia – batteria
- Ugo Nativi – batteria
- Marco Brioschi – tromba
- Paolo Gozzetti – programmazione, synth
- Andrea Zuccotti – chitarra
- Enrico Ferraresi – batteria
- Riccardo Tonco - tastiere

## Discografia

### Album in studio
- 1998 – Spazio
- 1999 – Psychobeat
- 2001 – Monaco '74
- 2004 – Le cose cambiano
- 2006 – Pioggia.Rosso.Acciaio
- 2019 – Heimat